# إذاعة جيجل
إذاعة جيجل هي إذاعة محلية بولاية جيجل الجزائرية تبث برامجها باللغة العربية على موجة أف أم 94.80.

## وصلات خارجية
- قائمة الإذاعات المحلية بالجزائر
- الموقع الرسمي لإذاعة جيجل

قالب:إذاعات جزائرية